# Georgy Girl
Georgy Girl ist ein britischer Liebesfilm des Regisseurs Silvio Narizzano aus dem Jahr 1966. Der Film basiert auf dem gleichnamigen Roman von Margaret Forster. Kinostart in Deutschland war der 4. August 1966. Der gleichnamige Titelsong von The Seekers wurde ein Hit und erreichte in manchen Charts eine Top-Platzierung.

## Handlung
Georgina ist eine 22-jährige Frau aus der Londoner Arbeiterklasse. Sie verfügt über musikalisches Talent, gute Bildung und hat einen herben Charme, außerdem ist sie einfallsreich und liebt Kinder. Sie hält sich selbst für unattraktiv, kleidet sich unvorteilhaft, ist unsicher beim Flirten und hatte bislang noch keinen Freund. Georginas Eltern sind bei dem erfolgreichen Geschäftsmann James Learnington angestellt. Der 49-jährige Mann hatte eine harte und lieblose Kindheit, sieht Georgina aufwachsen und ist für sie wie ein zweiter Vater. Als Georgina, die er liebevoll Georgy nennt, zu einer jungen Frau herangewachsen ist, ändern sich seine Gefühle. Er bietet ihr einen Vertrag an, durch den sie ein Leben in Luxus führen kann, wenn sie seine Geliebte wird. Georgy lehnt ab, Learningtons Auftreten als Geschäftsmann lässt sie kalt.
Georgys Zimmergenossin und beste Freundin ist die oberflächliche Meredith, die Georgy als unbezahlte Hilfskraft ansieht. Als Meredith von ihrem Freund Jos Jones schwanger wird, heiraten die beiden. Jos ist von Meredith enttäuscht und beginnt mit Georgy eine heimliche Affäre. Meredith bringt eine Tochter zur Welt, kümmert sich aber nicht um diese. An Jos hat sie ebenfalls kein Interesse mehr und plant, das Kind zur Adoption freizugeben und sich von Jos scheiden zu lassen. Jos und Georgy bleiben zusammen in der Wohnung und kümmern sich um das Baby, das den Namen Sara erhalten hat. Bald wird klar, dass sich Georgy mehr um das Kind als um die Beziehung zu Jos kümmert. Jos erkennt, dass er kein Interesse an einem Familienleben hat, und beendet die Beziehung zu Georgy. Jetzt, da Georgy das Kind allein erzieht, obwohl keine Blutsbande bestehen, versucht das Jugendamt, ihr das Kind wegzunehmen.
In der Zwischenzeit ist Learningtons Frau gestorben. Jetzt kann dieser sich seine Gefühle zu Georgina eingestehen und macht ihr einen Heiratsantrag, den sie annimmt. Sie will das Beste für das Kind und geht eine Ehe ein, die von großen Unterschieden bei Alter und Lebenshintergrund geprägt ist.

## Hintergrund
Lynn Redgrave übernahm die Rolle der Georgy von ihrer Schwester Vanessa Redgrave. Der Film war die Grundlage für ein erfolgloses Bühnenmusical mit dem Titel Georgy. Die Titelmelodie Georgy Girl wurde als Single millionenfach verkauft und der größte Erfolg der australischen Folk-Gruppe The Seekers.

## Kritiken
Für das Lexikon des internationalen Films war Georgy Girl eine „[m]it vielen modischen Extravaganzen der 60er Jahre auf Tempo gebrachte Komödie“, die „von einer sympathischen Hauptdarstellerin schwungvoll gespielt“ worden sei. Es sei „[e]in ansprechender Film mit einer nachdenklich stimmenden Note“.

## Auszeichnungen
Bei der Oscarverleihung 1967 war der Film in vier Kategorien nominiert:
- Beste Hauptdarstellerin – Lynn Redgrave
- Bester Nebendarsteller – James Mason
- Bester Song – Georgy Girl, Tom Springfield (Musik), Jim Dale (Text)
- Beste Kamera (Schwarzweiß) – Kenneth Higgins

Lynn Redgrave trat dabei gegen ihre Schwester Vanessa Redgrave an. Beide unterlagen jedoch Elizabeth Taylor, die den Oscar für ihre Rolle in Wer hat Angst vor Virginia Woolf? bekam. Im selben Jahr gewann Lynn Redgrave den Golden Globe in der Kategorie Beste Hauptdarstellerin – Komödie oder Musical. Weitere Nominierungen gab es in den Kategorien:
- Bester ausländischer englischsprachiger Film
- Bester Hauptdarsteller – Komödie oder Musical – Alan Bates
- Beste Nachwuchsdarstellerin – Lynn Redgrave
- Bester Nachwuchsdarsteller – Alan Bates
- Bester Filmsong – Georgy Girl, Tom Springfield (Musik), Jim Dale (Text)

Den Preis des New York Film Critics Circle in der Kategorie Beste Hauptdarstellerin teilte sich Redgrave mit Elizabeth Taylor. Bei den Internationalen Filmfestspielen von Berlin lief Georgy Girl 1966 im Wettbewerb um den Goldenen Bären. Regisseur Silvio Narizzano erhielt bei den Festspielen den OCIC-Preis. Bei der Vergabe der British Academy Film Awards war der Film 1967 in vier Kategorien nominiert:
- Bester britischer Film
- Beste Hauptdarstellerin Lynn Redgrave
- Bestes Szenenbild (Schwarzweiß) – Tony Woollard
- Beste Kamera (Schwarzweiß) – Kenneth Higgins